# Алле Дорхаут
Алле Таммо Сітсе Дорхаут (англ. Alle Tammo Sytse Dorhout) — нідерландський дипломат. Надзвичайний і Повноважний Посол Королівства Нідерландів в Україні (з 2024).

## Життєпис
Вивчав історію Східної Європи в Гронінгенський університет та проходив військову службу офіцером запасу в Інституті оборонних курсів.
На дипломатичній службі в Королівстві Нідерландів працював на різних посадах: очолював політичний відділ постійного представництва Нідерландів при ООН у Нью-Йорку, був генеральним послом і спеціальним посланником з питань боротьби з тероризмом. Працював при Королівському домі на посаді церемоніймейстера Його Величності Короля (2013—2017).
З 2017 року — директор департаменту країн Африки на південь від Сахари Міністерства закордонних справ.
З 1 вересня 2022 року — директор відділу розвідки Служби загальної розвідки та безпеки Міністерства внутрішніх справ і відносин з Королівством (AIVD).
З 2024 року — Надзвичайний і Повноважний Посол Нідерландів в Києві (Україна)
26 липня 2024 року — вручив копії вірчих грамот заступнику Міністра закордонних справ України Євгену Перебийносу.
16 серпня 2024 року — вручив вірчі грамоти Президенту України Володимиру Зеленському.